# Nationaal Glasmuseum Leerdam

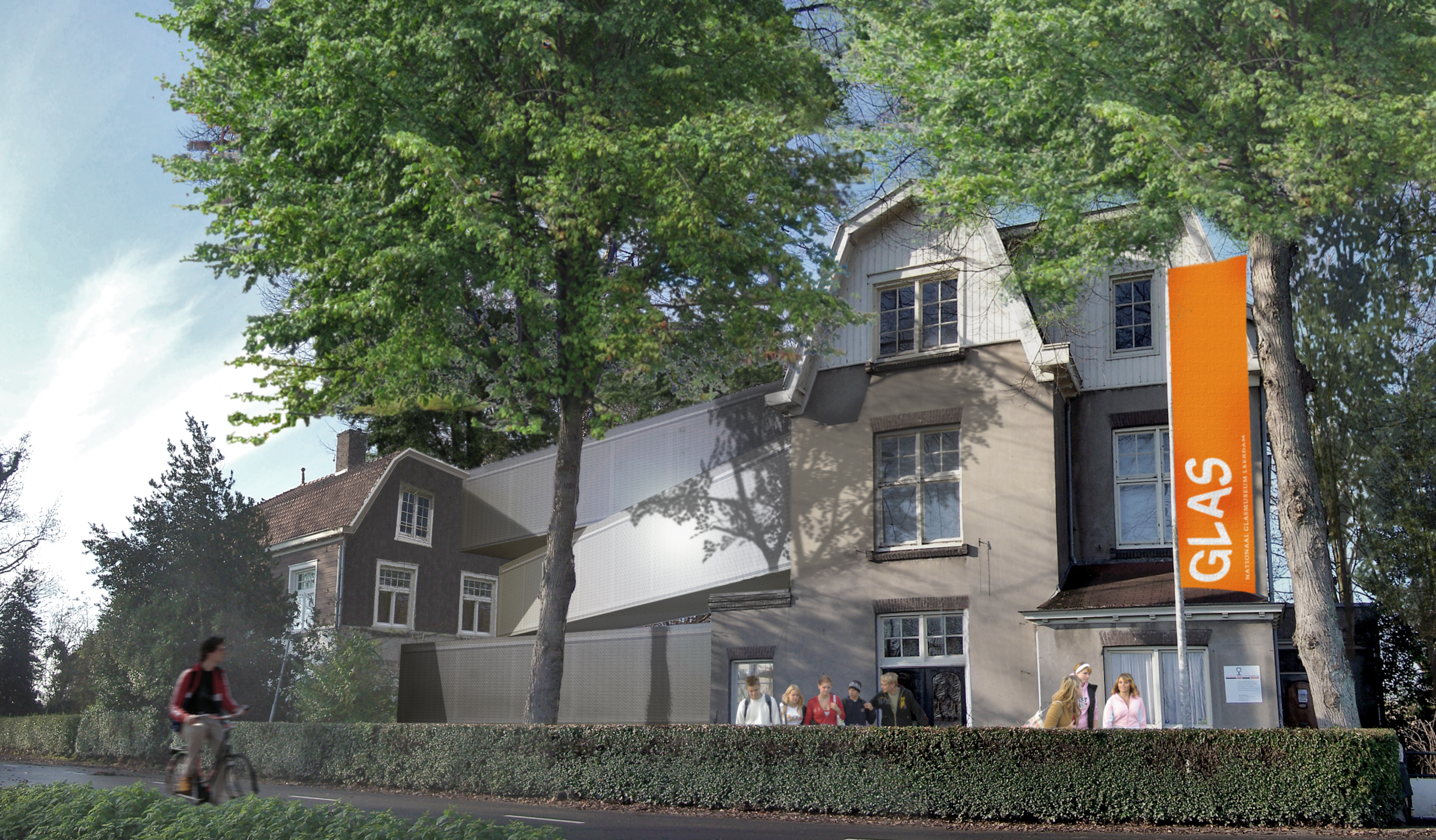
Das Nationaal Glasmuseum

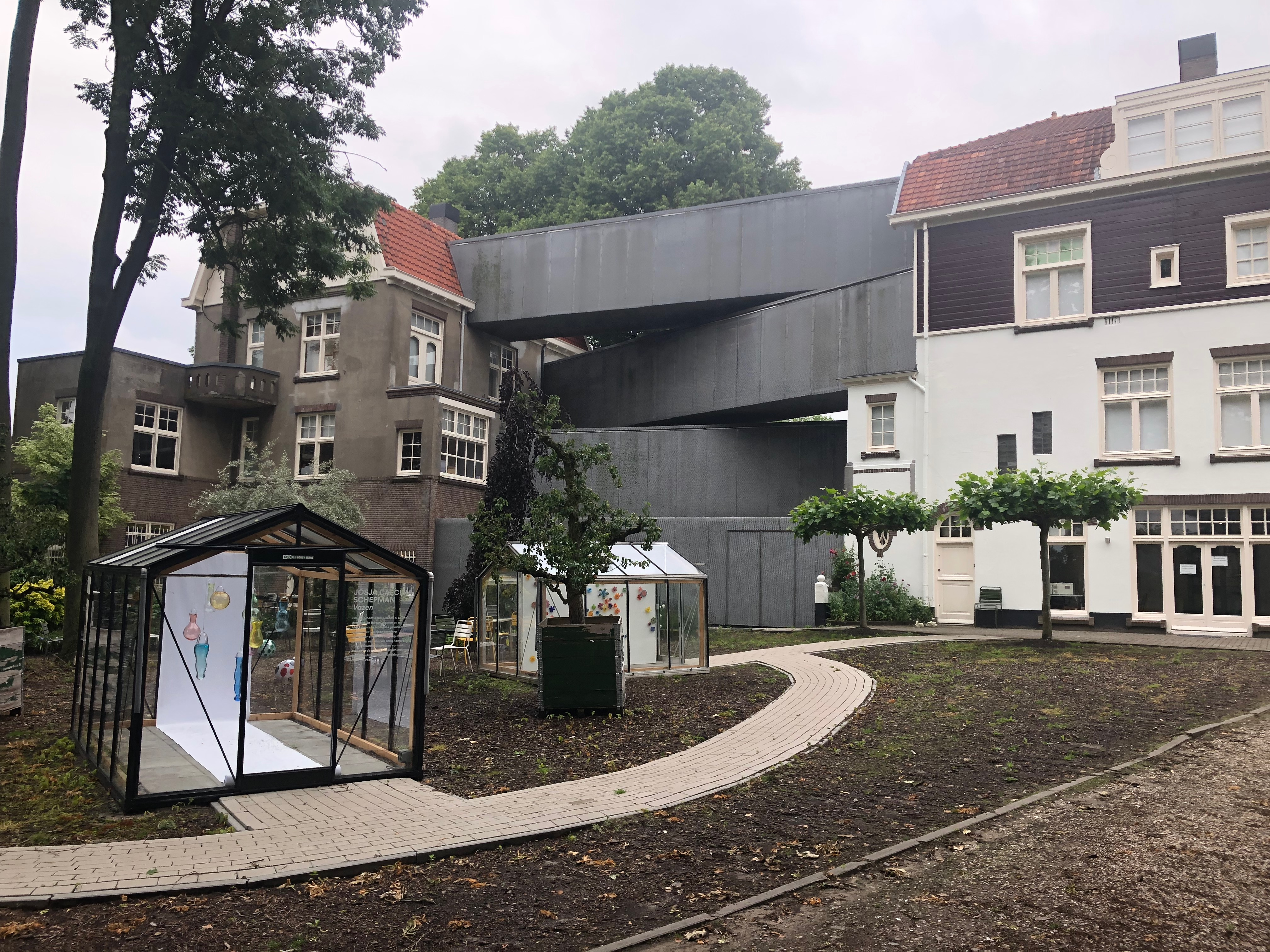
Das Glasmuseum, Rückansicht mit Garten

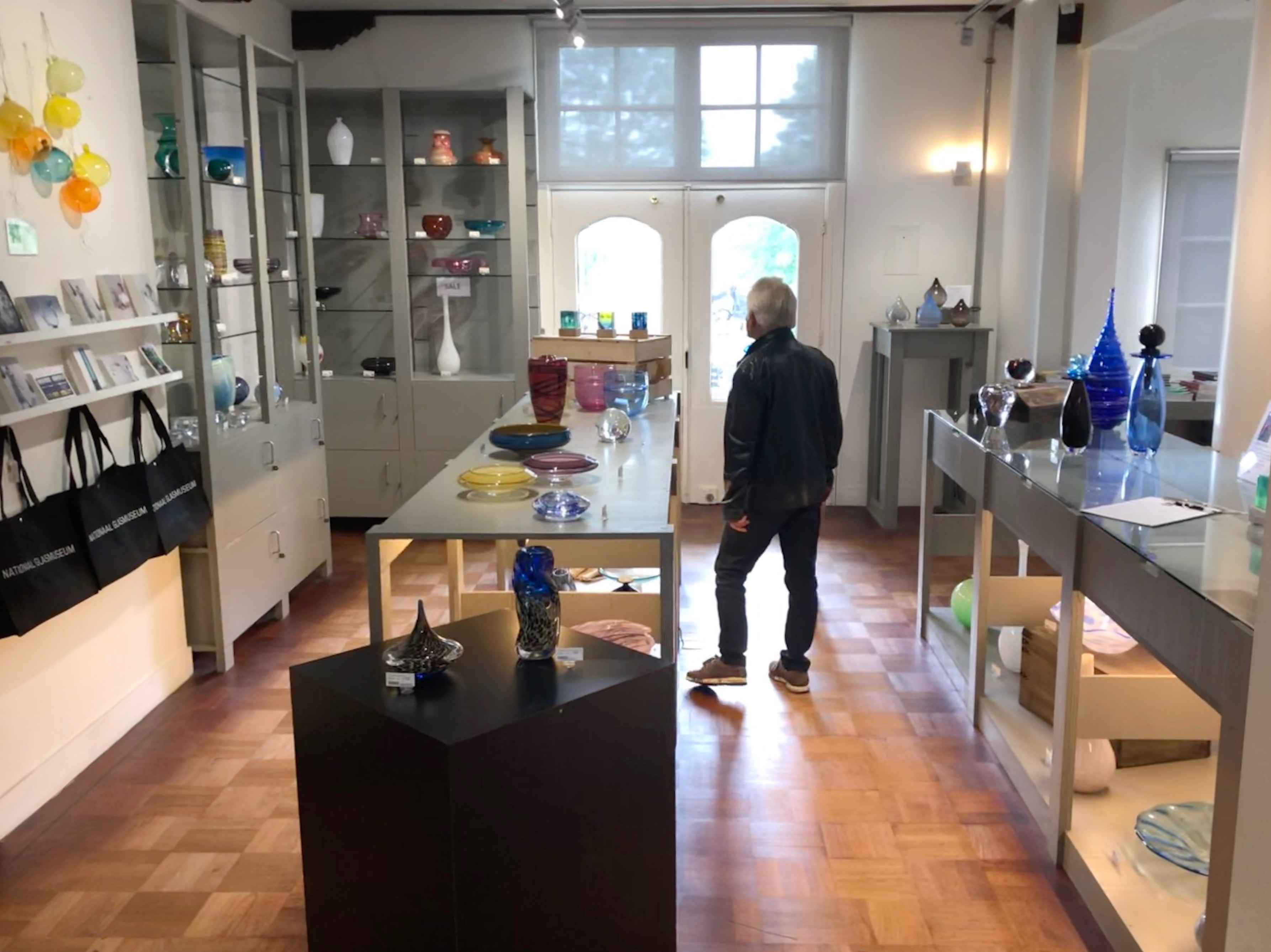
Innenraum

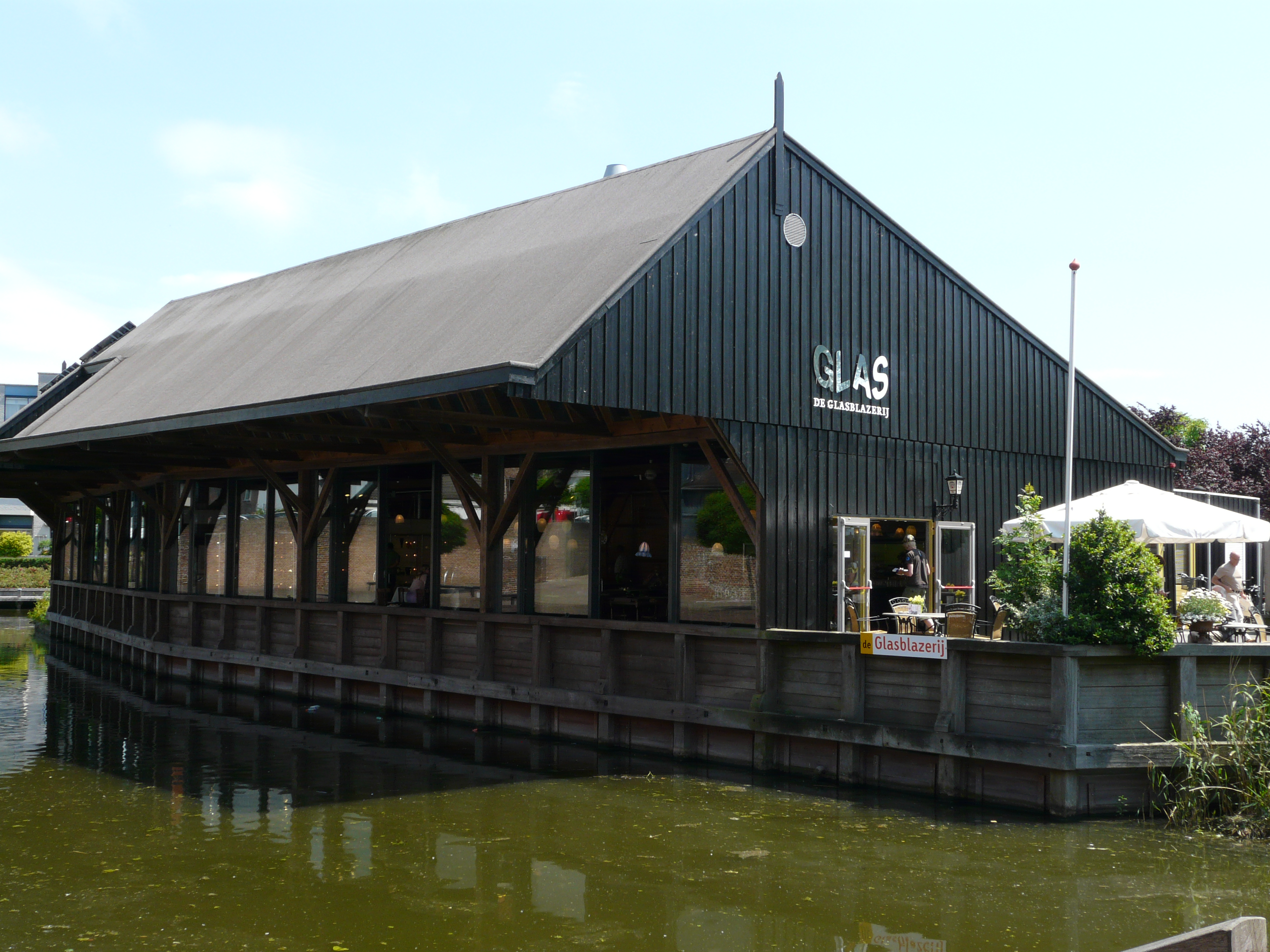
Die Glasbläserei Glascentrum Leerdam

 Das Nationaal Glasmuseum im niederländischen Leerdam, heute ein Ortsteil von Vijfheerenlanden, in der Provinz Utrecht beherbergt eine Sammlung von Kunst und Kunsthandwerk aus Glas und Kristall. Es ist das einzige auf Glas spezialisierte Museum in den Niederlanden.

## Geschichte
Leerdam gilt in den Niederlanden als die „Glasstadt“: Im Jahre 1765 wurde die aus Böhmen stammende Familie Pelgrim mit acht Glasbläsern und zwei Heizern in Leerdam ansässig und erhielt die Genehmigung, die erste Glasbläserei zu begründen. Anthoon Pelgrim war mit Anna Maria Eekhof verheiratet, deren Vater ein bekannter Glasbläser aus Münden war. Die Glasbläserei wurde nach dem deutschen Wort Hütte Pelgrims Hut genannt. Dort wurden Flaschen aus dunkelgrünem Glas von Hand produziert, 1871 waren es vier Millionen Stück jährlich. Die Flaschenblasfabrik wurde von den Vereenigde Glasfabrieken übernommen. Das Unternehmen wurde neu organisiert und zwei Glasmaschinen von Owens angeschafft, die sowohl dunkles als auch helles Glas herstellen konnten.
1878 wurde die Koninklijke Nederlandsche Glasfabriek Leerdam, ursprünglich Jeekel Mijnssen & Co., gegründet. Ab 1915 erhielten Künstler unter der Leitung des Direktors Petrus Marinus Cochius (1874–1938) eine entscheidende Rolle beim Entwerfen der Gebrauchs- und Ziergläser. In den Jahren 1923/24 begann man dann mit der Herstellung von künstlerischen Einzelstücken, ‚Unica‘ genannt. Internationale Bekanntheit erlangte die Glasfabrik Leerdam auf der Exposition internationale des arts décoratifs et industriels modernes 1925 in Paris, wo etliche Entwürfe mit Preisen ausgezeichnet wurden. 1938 wurde das Unternehmen ebenfalls von den Vereenigde Glasfabrieken übernommen. 1940 wurde in der Fabrik eine Berufsschule für Glasbläser, Schleifer und Designer eingerichtet. 1953 wurde der Handelsname Royal Leerdam Crystal Company eingeführt. Im selben Jahr wurde das Museum im ehemaligen Wohnhaus von Cochius eröffnet.
2001 stand das Museum vor der Schließung, wurde aber dann vom niederländischen Staat erworben. Die angrenzende Villa, in der der stellvertretende Direktor J.H.O. Bunge gewohnt hatte, wurde 2009 für eine Erweiterung des Museums angekauft. Beide Villen wurden durch Übergänge miteinander verbunden. Die gesamte Sammlung des Nationaal Glasmuseums ist in diesen Villen an der Linge ausgestellt. Im Sommer 2006 war das Glasmuseum das erste niederländische Museum, das seine gesamte Sammlung im Internet erschlossen hatte. Der Betrieb beruht zu weiten Teilen auch auf der Beteiligung von rund 150 Ehrenamtlichen. Bis 2006 standen das Museum und die Glasbläserei Glaszentrum Leerdam in Konkurrenz, bis es zu einer Kooperation kam. Die Sammlung des Museums ist in einem transparenten Depot zu sehen.
Das Unternehmen Royal Leerdam Crystal (Glasfabriek Leerdam) wurde 2020 geschlossen.

## Sammlung
Die ursprüngliche Glassammlung wurde von Direktor Cochius zusammengetragen. Im Laufe der Jahre wurde sie durch weitere Sammlungen erweitert, so dass das Museum ein repräsentatives Bild der Entwicklung des niederländischen Designs und der schönen Glaskunst ab etwa 1880 bietet. Ein bedeutender Teil der Sammlung besteht aus handwerklichen Produkten der Glasfabriek Leerdam aus der Zeit von 1878 bis heute. Vor allem in der Zeit von 1915 bis 1930 entstanden in der Glasfabrik fortschrittliche Entwürfe für Gebrauchs- und Zierglas von Künstlern wie Karel P. C. de Bazel, Cornelis de Lorm, Chris Lanooij, Pieter Hendrik Berlage, Andries Dirk Copier und Jaap Gidding. Im Mittelpunkt stehen unter anderem der Salon und Jacques Boon, der eine ganze Generation von Designern wie Meydam, Heesen, Valkema, Thomassen und Van der Marel hervorbrachte, die das Design niederländischer Glaswaren ab den 1950er Jahren prägten.
Neben dem Leerdamer Glas enthält die Sammlung auch einige Glasobjekte anderer niederländischer Kristallhersteller, darunter das Glashuis Muller in Amsterdam und die Kristalunie Maastricht, die vor allem in der Zwischenkriegszeit aktiv waren. Zudem besitzt das Museum eine Sammlung von zeitgenössischem Studioglas und Unikaten, die die Designpioniere der 1960er und 1970er Jahre bis hin zu einer aktuellen Generation repräsentiert, von denen die meisten Absolventen der Glasabteilung der Gerrit Rietveld Academie in Amsterdam sind.
Neben der Glas- und Kristallsammlung unterhält das Museum eine Bibliothek und ein Dokumentationszentrum. Diese Sammlung beinhaltet zahlreiche der ursprünglichen Konstruktionszeichnungen der Leerdamer Glasfabrik sowie Verkaufskataloge. Über 43.000 Zeichnungen, 9000 Katalogseiten und 13.000 Fotos wurden digitalisiert.

## Galerie

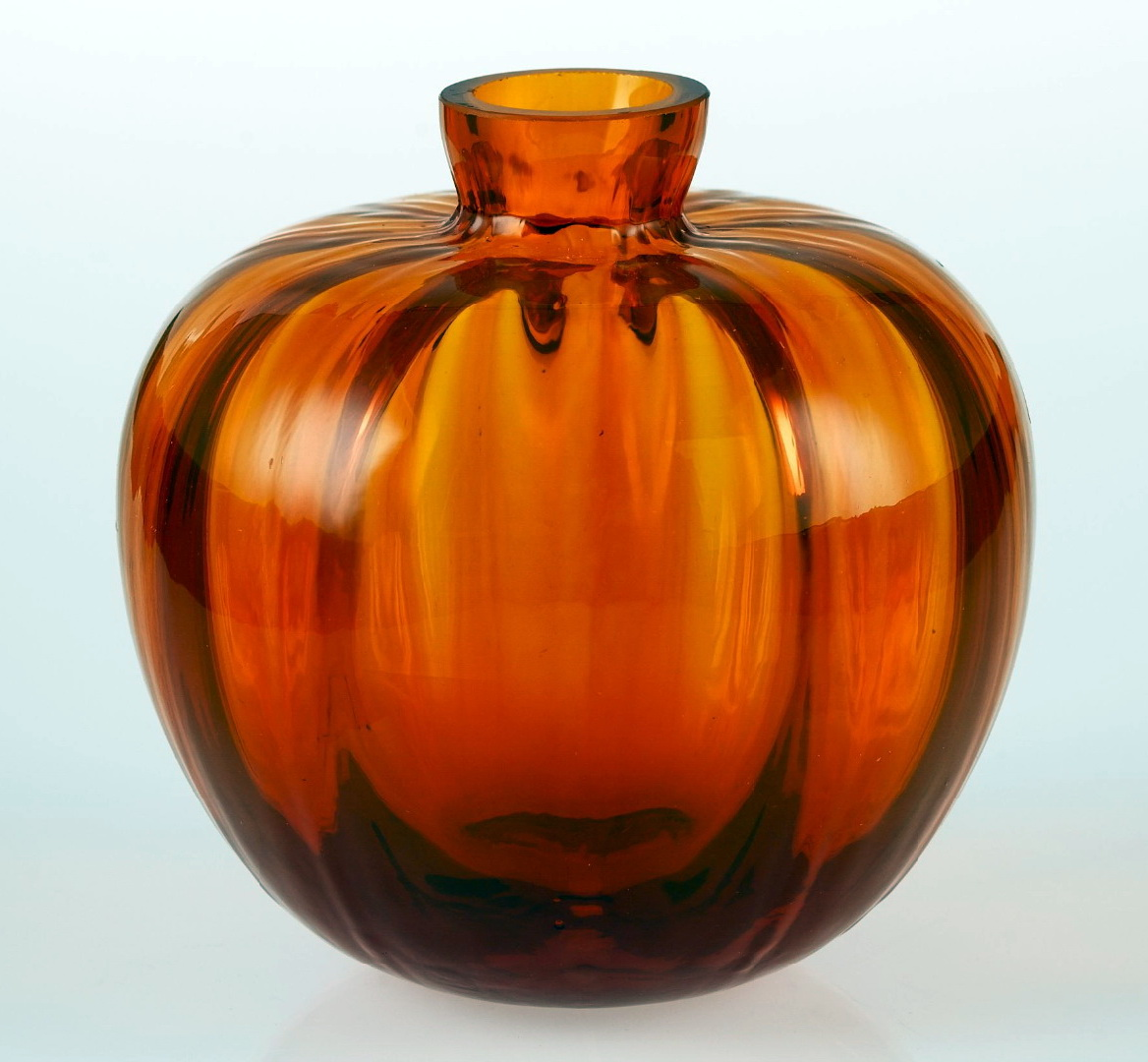
„Beatrixvaasje“ (1939)
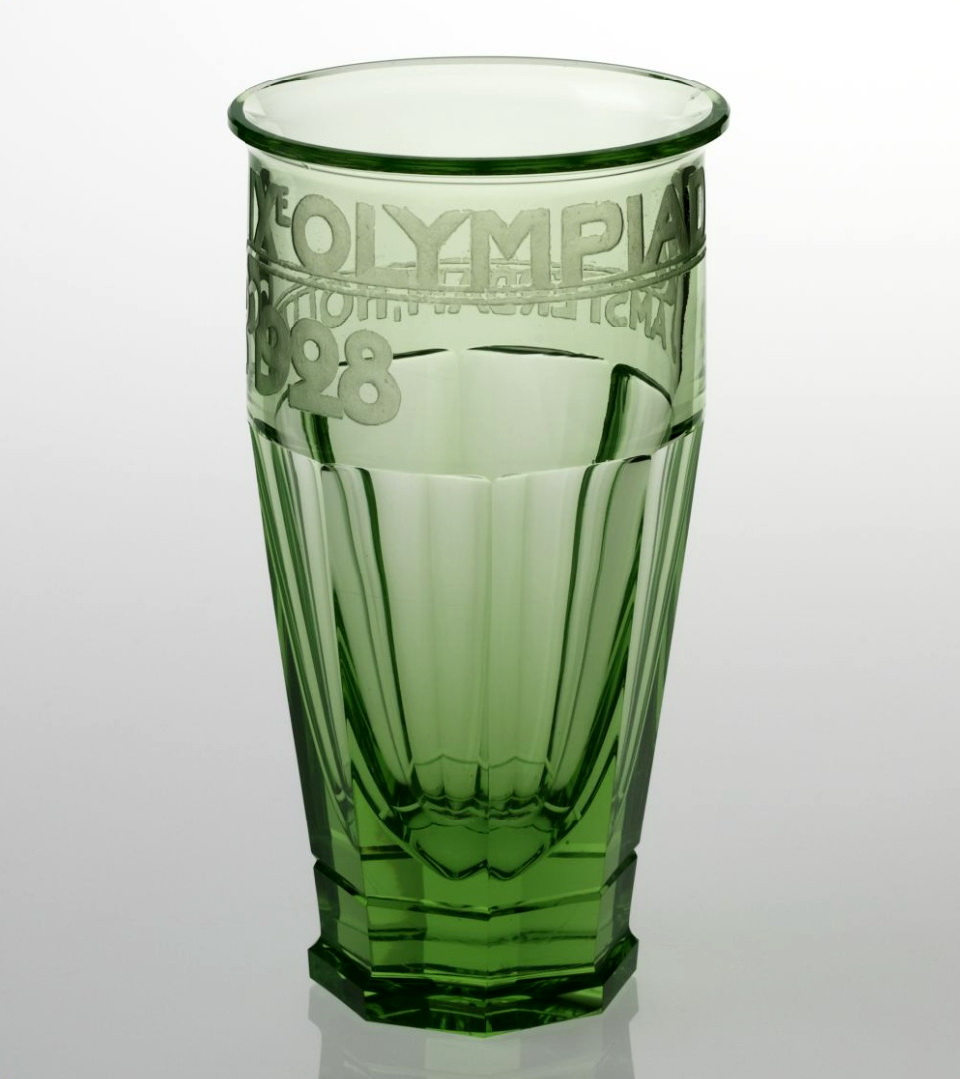
Olympiabecher (1928)
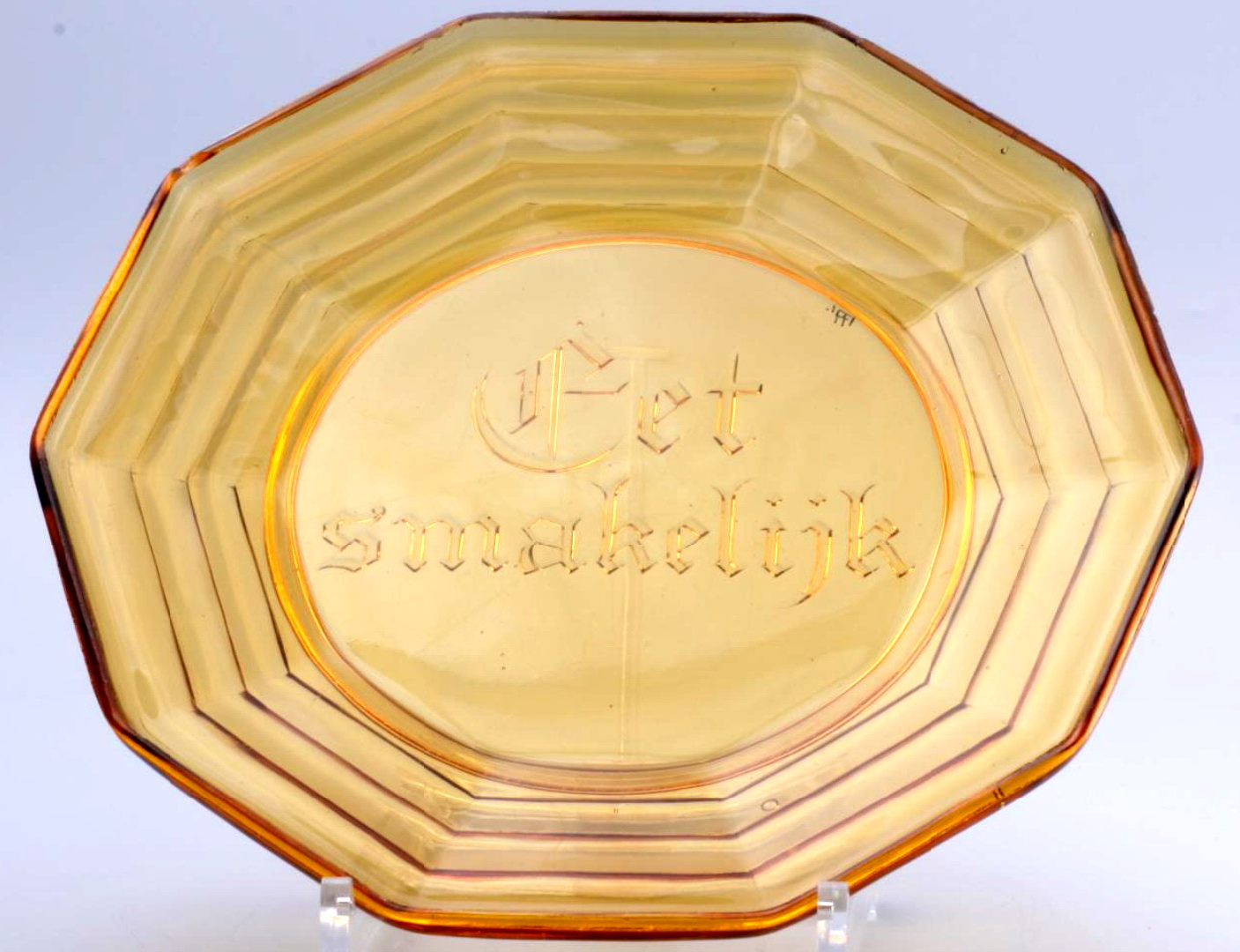
„Guten Appetit“ (1930er Jahre)
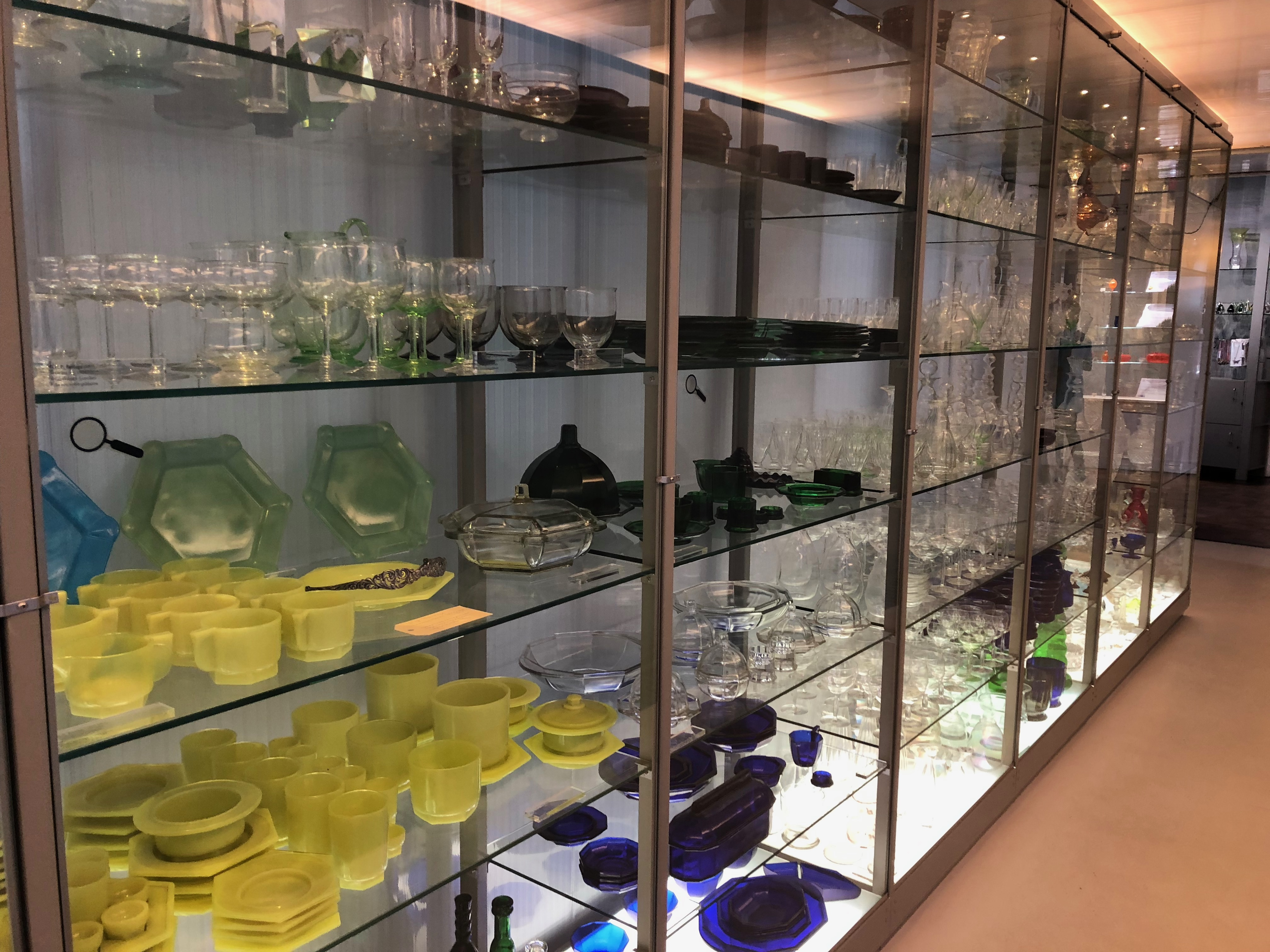
Vitrine mit Objekten (2019)